# Айзек, Джонатан
Джонатан Джуда Айзек (англ. Jonathan Judah Isaac; род. 3 октября 1997 года в Бронксе, Нью-Йорк, штат Нью-Йорк, США) — американский профессиональный баскетболист, выступающий за команду Национальной баскетбольной ассоциации «Орландо Мэджик». На студенческом уровне в течение одного сезона выступал за университет штата Флорида. На драфте НБА 2017 года был выбран «Мэджик» в первом раунде под общим 6-м номером. Играет на позиции лёгкого форварда и тяжёлого форварда.

## Средняя школа
Джонатан учился в школе Баррона Колльера в Нейплсе во Флориде в течение первых двух лет. Также он поступил в Международную школу Броварда в Холливуде. Позже присоединился к IMG Академии (Брейдентон). В старшем классе, когда команда IMG Академии установила рекорд по проценту выигранных игр (21 игру выиграла, 10 игр проиграла), его средние показатели за игру составили 17,6 очков и 10 подборов. Во время учебы в средней школе Джонатан вырос на 15 см за 4 года и перешел от позиции универсального защитника на позицию универсального форварда. Перед драфтом Айзек стал пятизвездочным рекрутом и вошел в список самых ожидаемых молодых баскетболистов под 12-м номером.
5 июля 2015 года Айзек подтвердил, что после окончания школы собирается учиться в университете штата Флорида. 5 февраля 2016 года он объявил о намерении заявить свою кандидатуру на драфт НБА 2016 года, для того, чтобы перепрыгнуть из средней школы в НБА впервые с 2005 года. Он также рассматривался, как кандидатура на выбор в середине или в конце первого раунда драфта. Однако 4 дня спустя Айзек подтвердил, что не будет выставлять свою кандидатуру на драфт в 2016 году и уточнил, что собирается играть за университет штата Флорида в сезоне 2016—2017.

## Студенческая карьера

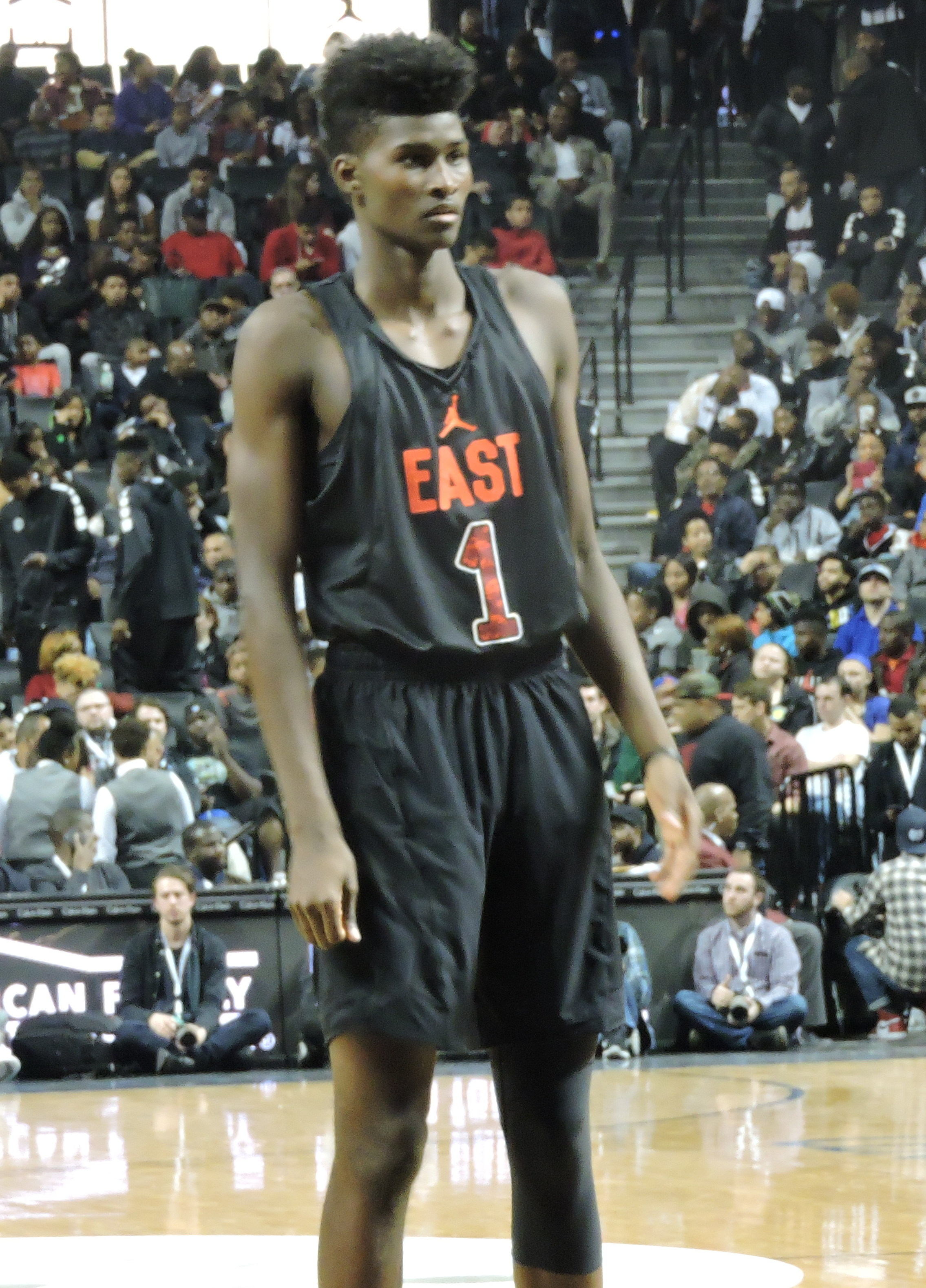
Айзек на Jordan Brand Classic 2016

Перед началом сезона 2016—2017 Айзек рассматривался в качестве номинанта на Награду Карла Мэлоуна. 15 ноября во второй игре в сезоне он записал на свой счет 20 очков против колледжа Айоны. 20 ноября в игре против университета Детройта Айзек сделал свой первый дабл-дабл (14 очков и 10 подборов), а его команда победила со счетом 100-71. Приз новичка недели Джонатан получит за свою игру на протяжении недели с 15 по 20 ноября 2016 года. 18 января 2017 года в победной игре против университета Нотр-Дам Айзек набрал 23 очка, 10 подборов и рекордные для себя 7 блок-шотов. 8 февраля 2017 года Айзек забросил 21 очко в игре с университетом штата Северная Каролина. На протяжении всего сезона Айзек считался одним из лидеров команды наряду с Дуэйном Бэйконом and Хавьером Ратан-Мейесом, а команда поднималась до 6-го места в рейтинге студенческих команд США. На первенстве Конференции Атлантического побережья, Флорида Стэйт обыграла Политехнический университет Виргинии в четвертьфинале, но проиграла университету Нотр-Дам в полуфинале. В конце своего дебютного сезона Айзек был включен в сборную новичков Конференции Атлантического побережья 2017. Кроме того, Джонатан высказал пожелание отказаться от последующего выступления в студенческой лиге и выставить свою кандидатуру на драфт НБА 2017 года, на котором ему прочили участие в первом раунде. Он стал вторым игроком (после Малика Бизли в 2016 году) в истории университета штата Флорида, который воспользовался правом перехода в НБА прямо со школьной скамьи.

## НБА

### Орландо Мэджик (2017 — настоящее время)
22 июня 2017 года Айзек был выбран на драфте НБА 2017 года в первом раунде под общим 6-м номером командой «Орландо Мэджик». 23 февраля 2018 года он был направлен в команду «Лейкленд Мэджик» из Джи-Лиги НБА в целях реабилитации после травмы.
В свой второй год в лиге Айзек стал основным игроком «Мэджик», сыграв 64 матча и показав высокие средние показатели по очкам, подборам, передачам и блокам за игру. 31 января 2019 года он набрал 13 подборов в победе над «Индиана Пэйсерс». 10 февраля он повторил свой карьерный рекорд - 5 блоков, а также 17 очков и 2 перехвата в победе над «Атланта Хокс». 12 февраля он набрал 20 очков в победе над «Нью-Орлеан Пеликанс».
Айзек улучшил свой предыдущий карьерный рекорд по набранным очкам, набрав 24 очка в матче против «Торонто Рэпторс» 28 октября 2019 года. 1 января 2020 года он получил травму левого колена во время матча против «Вашингтон Уизардс» и, как ожидалось, выбыл из строя на срок от восьми до десяти недель. 2 августа Айзек получил разрыв левой передней крестообразной связки во время матча против «Сакраменто Кингз». 7 августа Айзек перенес успешную операцию по восстановлению порванной левой передней крестообразной связки и мениска и, как ожидалось, пропустит остаток сезона НБА 2019/20. 31 августа президент команды «Мэджик» Джефф Уэлтман подтвердил, что Айзек также пропустит весь сезон 2020/21 из-за травмы.
15 марта 2022 года Уэлтман объявил, что Айзек пропустит остаток сезона НБА 2021/22 из-за травмы. Айзек еще не играл в течение сезона. 22 марта Айзек получил небольшую травму правого подколенного сухожилия во время реабилитации и перенес хирургическую операцию.
10 января 2023 года Айзек был откомандирован в филиал «Мэджик» в Джи-Лиге всего на одну игру. 23 января Айзек вернулся на площадку спустя более двух с половиной лет, набрав 10 очков, 3 подбора и 2 перехвата за 9 минут в победе над «Бостон Селтикс». 28 февраля во время тренировки в Милуоки Айзек почувствовал дискомфорт, а через день МРТ показала разрыв левой приводящей мышцы. 3 марта Айзек перенес операцию по устранению травмы.
3 июля 2024 года Айзек подписал новый пятилетний контракт с «Мэджик» на 84 млн долларов.

## Статистика

### Статистика в НБА
| Сезон                                                                                    | Команда | Регулярный сезон | Регулярный сезон | Регулярный сезон | Регулярный сезон | Регулярный сезон | Регулярный сезон | Регулярный сезон | Регулярный сезон | Регулярный сезон | Регулярный сезон | Регулярный сезон | Серия плей-офф | Серия плей-офф | Серия плей-офф | Серия плей-офф | Серия плей-офф | Серия плей-офф | Серия плей-офф | Серия плей-офф | Серия плей-офф | Серия плей-офф | Серия плей-офф |
| Сезон                                                                                    | Команда | GP               | GS               | MPG              | FG%              | 3P%              | FT%              | RPG              | APG              | SPG              | BPG              | PPG              | GP             | GS             | MPG            | FG%            | 3P%            | FT%            | RPG            | APG            | SPG            | BPG            | PPG            |
| ---------------------------------------------------------------------------------------- | ------- | ---------------- | ---------------- | ---------------- | ---------------- | ---------------- | ---------------- | ---------------- | ---------------- | ---------------- | ---------------- | ---------------- | -------------- | -------------- | -------------- | -------------- | -------------- | -------------- | -------------- | -------------- | -------------- | -------------- | -------------- |
| 2017/18                                                                                  | Орландо | 27               | 10               | 19,8             | 37,9             | 34,8             | 76,0             | 3,7              | 0,7              | 1,2              | 1,1              | 5,4              | Не участвовал  | Не участвовал  | Не участвовал  | Не участвовал  | Не участвовал  | Не участвовал  | Не участвовал  | Не участвовал  | Не участвовал  | Не участвовал  | Не участвовал  |
| 2018/19                                                                                  | Орландо | 75               | 64               | 26,6             | 42,9             | 32,3             | 81,5             | 5,5              | 1,1              | 0,8              | 1,3              | 9,6              | 5              | 5              | 27,3           | 27,5           | 20,0           | 87,5           | 6,2            | 0,4            | 0,4            | 1,0            | 6,6            |
| 2019/20                                                                                  | Орландо | 34               | 32               | 28,8             | 47,0             | 34,0             | 77,9             | 6,8              | 1,4              | 1,6              | 2,3              | 11,9             | Не участвовал  | Не участвовал  | Не участвовал  | Не участвовал  | Не участвовал  | Не участвовал  | Не участвовал  | Не участвовал  | Не участвовал  | Не участвовал  | Не участвовал  |
| 2022/23                                                                                  | Орландо | 11               | 0                | 11,3             | 41,5             | 40,0             | 55,6             | 4,0              | 0,5              | 1,3              | 0,4              | 5,0              | Не участвовал  | Не участвовал  | Не участвовал  | Не участвовал  | Не участвовал  | Не участвовал  | Не участвовал  | Не участвовал  | Не участвовал  | Не участвовал  | Не участвовал  |
|                                                                                          | Всего   | 147              | 106              | 24,7             | 43,4             | 33,3             | 78,9             | 5,3              | 1,0              | 1,1              | 1,4              | 9,0              | 5              | 5              | 27,3           | 27,5           | 20,0           | 87,5           | 6,2            | 0,4            | 0,4            | 1,0            | 6,6            |
| Наведите курсор мыши на аббревиатуры в заголовке таблицы, чтобы прочесть их расшифровку. |         |                  |                  |                  |                  |                  |                  |                  |                  |                  |                  |                  |                |                |                |                |                |                |                |                |                |                |                |

### Статистика в колледже
| Сезон                                                                                   | Команда | GP | GS | MPG  | FG%  | 3P%  | FT%  | RPG | APG | SPG | BPG | PPG  |  |
| --------------------------------------------------------------------------------------- | ------- | -- | -- | ---- | ---- | ---- | ---- | --- | --- | --- | --- | ---- |  |
| 2016/17                                                                                 | Флорида | 32 | 32 | 26,2 | 50,8 | 34,8 | 78,0 | 7,8 | 1,2 | 1,2 | 1,5 | 12,0 |  |
|                                                                                         | Всего   | 38 | 38 | 31,2 | 49,6 | 35,6 | 42,2 | 7,9 | 2,0 | 0,9 | 1,0 | 12,4 |  |
| Наведите курсор мыши на аббревиатуры в заголовке таблицы, чтобы прочесть их расшифровку |         |    |    |      |      |      |      |     |     |     |     |      |  |